# 莱奥纳多·阿奎略·巴雷托
莱奥纳多·阿奎略·巴雷托（西班牙語：Leonardo Argüello Barreto；1875年8月29日—1947年12月15日），尼加拉瓜的政治家，担任尼加拉瓜总统。1947年5月26日，因为国民警卫队司令安纳斯塔西奥·索摩查·加西亚发动政变，逃亡墨西哥大使馆，在墨西哥城病逝。